# The Last Showgirl
Pour plus de détails, voir Fiche technique et Distribution.
The Last Showgirl (ou La dernière danseuse de cabaret au Québec) est un drame américain réalisé par Gia Coppola, sorti en 2024.
Il est présenté en avant-première au festival international du film de Toronto 2024. Il est ensuite diffusé dans de nombreux autres festivals.

## Synopsis
Depuis près de trente ans, Shelley est une showgirl de Las Vegas. Elle est la « pièce maîtresse » d'un spectacle typique de la « ville du péché ». Ses collègues danseuses sont comme une sorte de famille. Mais un jour, Eddie, le régisseur, annonce que le spectacle s'arrêtera définitivement dans deux semaines. Shelley et ses collègues danseuses doivent prendre des décisions pour leur avenir. Âgée de 57 ans, Shelley ne sait rien faire d'autre que de la danse. Très marquée par cette nouvelle, elle va tenter de renouer avec sa fille Hannah qu'elle connaît à peine. Elle va cependant être soutenue par sa meilleure amie Annette, une serveuse exubérante.

## Fiche technique
Sauf indication contraire, les informations mentionnées dans cette section peuvent être confirmées par la base de données cinématographiques IMDb,  présente dans la section « Liens externes ».
- Titre original : The Last Showgirl
- Réalisation : Gia Coppola
- Scénario : Kate Gersten
- Musique : Andrew Wyatt (en)
- Décors : Natalie Ziering
- Costumes : Jacqueline Getty
- Photographie : Autumn Durald Arkapaw (en)
- Montage : Blair McClendon et Cam McLauchlin
- Production : Robert Schwartzman, Natalie Farrey et Gia Coppola
- Production exécutive : Jessamine Burgum, Michael Clofine, Nick Darmstaedter, Kara Durrett, Brandon Thomas Lee, Duncan Montgomery, Alex Orlovsky, Josh Peters, Robina Riccitiello, George Rush, Jack Selby, Kevin Wheeler et Cole Harper
- Coproduction exécutive : Matthew Shire
- Coproduction : Jennifer Goodridge et Dani Koenigsberg
- Sociétés de production : Utopia, en association avec High Frequency Entertainment, Pinky Promise et Digital Ignition Entertainment
- Sociétés de distribution : Roadside Attractions (en) (États-Unis), Sony Picture (France)[2], September Film (Belgique)[3]
- Budget : N/A
- Pays de production :  États-Unis
- Langue originale : anglais
- Format : couleur — 2,39:1 — 16 mm[4]
- Genre : drame
- Durée : 89 minutes
- Dates de sortie[5] :
  - Canada : 6 septembre 2024 (Festival international du film de Toronto)
  - États-Unis : 18 octobre 2024 (Middleburg Film Festival (en)) ; 13 décembre 2024 (en salles)
  - France : 12 mars 2025[2]
  - Belgique : 16 avril 2025[2] Date sujette à modification

## Distribution
- Pamela Anderson (VF : Virginie Kartner) : Shelly Gardner
- Dave Bautista (VF : Serge Biavan) : Eddie
- Jamie Lee Curtis (VF : Véronique Augereau) : Annette
- Billie Lourd (VF : Charlotte d'Ardalhon) : Hannah
- Jason Schwartzman : le réalisateur
- Kiernan Shipka (VF : Claire Baradat) : Jodie
- Brenda Song (VF : Nathalie Bienaimé) : Mary-Anne

## Production
En février 2024, alors que le tournage est déjà achevé, le projet est annoncé comme étant un drame intitulé The Last Showgirl, réalisé par Gia Coppola et écrit par Kate Gersten. Pamela Anderson, Jamie Lee Curtis, Dave Bautista, Brenda Song, Kiernan Shipka ou encore Billie Lourd tiennent les rôles principaux. Les prises de vues n'ont duré que 18 jours. Elles se déroulent à Las Vegas.
En mai 2024, alors qu'un premier aperçu du film est dévoilé, les sociétés Goodfellas et Utopia, fondé par le cousin de Gia Coppola (Robert Schwartzman), annoncent qu'elles vont gérer les ventes internationales du film, qui avait déjà suscité beaucoup d'intérêt auprès des distributeurs, au Marché du film de Cannes.
Le script s'inspire d'un projet de pièce de théâtre intitulée Body of Work et écrite par Kate Gersten,,.
Miley Cyrus a enregistré la chanson Beautiful That Way pour le film, coécrite par Andrew Wyatt et Lykke Li.

## Sortie et accueil
Après sa présentation en avant-première au festival international du film de Toronto en septembre 2024, le film reçoit des avis assez positifs, plébiscitant notamment la performance de Pamela Anderson.
Aux États-Unis, le film a connu une sortie limitée le 13 décembre 2024, avant une sortie nationale le 10 janvier 2025.
En France, le film est sorti le 12 mars 2025.
Sur le site d'agrégation de critiques Rotten Tomatoes, le film obtient 81% d'avis favorables, pour 47 critiques et une note moyenne de 7⁄10. Sur le site Metacritic, qui utilise une moyenne pondérée, le film obtient la note de 71⁄100 pour 11 critiques. En France, le site Allociné donne une moyenne de 3,2⁄5, d'après l'interprétation de 29 critiques de presse.

## Distinctions

### Récompense
- Festival international du film de Saint-Sébastien 2024 : prix spécial du jury[19]

### Nominations
- Golden Globes 2025 : 
  - Meilleure actrice dans un film dramatique pour Pamela Anderson
  - Meilleure chanson originale pour Beautiful That Way (Andrew Wyatt, Miley Cyrus et Lykke Zachrisson)